# Family Circle Cup 1979
Family Circle Cup 1979 — жіночий тенісний турнір, що проходив на відкритих кортах з ґрунтовим покриттям Sea Pines Plantation у Гілтон-Гед-Айленді (США). Належав до турнірів категорії AAAA в рамках Colgate Series 1979.  Відбувсь усьоме і тривав з 10 квітня до 15 квітня 1979 року. Друга сіяна Трейсі Остін здобула титул в одиночному розряді й отримала за це 30 тис. доларів США.

## Фінальна частина

### Одиночний розряд
Трейсі Остін —  Керрі Рід 7–6(7–3), 7–6(9–7)
- Для Остін це був 2-й титул за сезон і 5-й — за кар'єру.

### Парний розряд
Розмарі Казалс /  Мартіна Навратілова —  Франсуаза Дюрр /  Бетті Стов 6–4, 7–5

## Розподіл призових грошей
| Дисципліна       | П       | F       | 3-тє   | 4-те   | ЧФ     | 1/8    | 1/16 |
| Одиночний розряд | $26,000 | $15,000 | $7,600 | $7,200 | $3,250 | $1,600 | $825 |

## Нотатки
1. ↑  Турніри з призовими для жінок принаймні 150 тис. доларів.[1]